# Listeria weihenstephanensis
Listeria weihenstephanensis ist ein fakultativ anaerobes, stäbchenförmiges Bakterium, das keine Sporen bildet. Die Zellen sind leicht motil und zeigen optimales Wachstum zwischen 28 und 34 °C, wobei ab 38 °C das Wachstum eingestellt ist. Der optimale pH-Wert liegt zwischen 7 und 8. Auf Casein-Soja-Pepton-Agar irisieren die Kolonien bläulich. Die Bakterien sind grampositiv, zeigen keine Hämolyse und sind im CAMP-Test negativ. Benannt wurde L. weihenstephanensis nach dem Ortsteil Weihenstephan (Freising), in dem es identifiziert wurde. Der Typstamm wurde aus dem Postweiher in Wolnzach/Pfaffenhofen von der Wasserpflanze Lemna trisulca isoliert. Das Genom ist vollständig sequenziert. Unter anaeroben Bedingungen ändert sich der Stoffwechsel des Bakteriums temperaturunabhängig hin zur Nitratatmung.